# Да си ти ја
Да си ја је тринаести студијски албум хрватске групе Магазин. Албум су 1998. објавиле издавачке куће Орфеј (сада Кампус) и Тоника. Ово је други албум групе Магазин са Јеленом Розгом као главним вокалом.

## Позадина
Група је 1997. године наступ на Дори обележила песмом Опијум, која је освојила 7. место, а након тога и наступ на Мелодијама хрватског Јадрана '97. са песмом Име ми спомиње. На Дори 1998. године наступа са песмом На свијету све, која је освојила 6. место. На МХЈ 1998, наступају са песмом Иди и не буди људе.

## О албуму
Назив албума је заснован на стиху песме Глас. На албуму је 10 песама (у ствари, девет песама, јер је десета песма инструментална верзија песме Брига ме). Аутори песама су Вјекослава Хуљић и Тончи Хуљић. Продуцент скоро свих песама је Федор Боић (осим песама Гутљај вина и Опиум ; на првој је радио Реми Казиноти, а на другој Стипица Калогјера). Продуценти албума су Тончи Хуљић и Федор Боић. Албум је звучно кохезиван и преовлађује поп звук. 

## Комерцијални успех
Да си ја један је од најуспешнијих албума групе Магазин. Албум је достигао платинасти тираж у Хрватској и Словенији.  Готово све песме су постигле значајан комерцијални успех и скоро све песме (осим песама Глас, Луна и На све свете) биле су пропраћене видео-клиповима. Песме које се посебно истичу су: „Гутљај вина”, „Гинем”, „Опијум”, „На свијету све” и „Иди и не буди људе”.

## Списак песама
Аутор(и) свих текстова: Вјекосалва Хуљић. 
| №   | Назив                   | Трајање |  |
| 1.  | Гутљај вина             | 5:05    |  |
| 2.  | Гинем                   | 4:01    |  |
| 3.  | Брига ме                | 4:23    |  |
| 4.  | На свијету све          | 3:00    |  |
| 5.  | Глас                    | 3:34    |  |
| 6.  | Иди и не буди људе      | 4:43    |  |
| 7.  | Луна                    | 3:58    |  |
| 8.  | На све свете            | 5:00    |  |
| 9.  | Опијум                  | 3:00    |  |
| 10. | Брига ме (инструментал) | 4:23    |  |

## Плагијати
- Гутљај вина[8] - Ако су то само биле лажи (Плави оркестар, 1998)[9]
- Гинем[10] - Лоше вино (Здравко Чолић, 1975)[11]